# 贡山龙蜥
贡山龙蜥（学名：Diploderma slowinskii）一种生活在中华人民共和国云南省西部横断山脉怒江大峡谷地区的蜥蜴，隶属于鬣蜥科（飞蜥科）龙蜥属。本种最早被发现时隶属于旧的攀蜥属（Japalura），称为贡山攀蜥或怒江攀蜥。攀蜥属分类经过调整后，本种改至龙蜥属（Diploderma），其中文名因而改为“贡山龙蜥”。2020年部分中国学者建议将 Japalura 的中文名改为“龍蜥屬”，而将 Diploderma 的中文属名改名为“攀蜥屬”。故本种在有些资料中又被称为“怒江攀蜥”。然而也有学者反对这种不必要的中文名变更，建议维持物种中文名的稳定性。在中国科学院昆明动物研究所研究人员主编的《中国两栖、爬行动物分类变动汇总》中也未接收该建议，仍将 Diploderma 称为“龙蜥属”。

## 形态特征
贡山龙蜥体型较小，体长一般小于30厘米。头部鳞片边缘大部分为黑色，鬣鳞外侧有灰蓝色条纹，鼻子与吻鳞为褐色或灰褐色，头部后脑处以及下巴至咽喉为白色或乳白色，上臂至前指处以及大腿上半部分为绿色，腹部接近浅蓝色，尾部为褐色并具有深色条纹。

## 保护
本种于2023年被收录入《有重要生态、科学、社会价值的陆生野生动物名录》。